# エドウィン・ロバーツ
エドウィン・ロバーツ (Edwin Roberts、1941年8月12日- )は、トリニダード・トバゴの陸上競技選手。1964年東京オリンピックの銅メダリストである。

## 経歴
ロバーツは、1964年東京オリンピックに出場し、200mでは銅メダルを獲得。さらに、エドウィン・スキナー、ケネス・バーナード、ウェンデル・モトリーとともに出場した4×400mリレーでも銅メダルを獲得した。
4年後の1968年メキシコシティーオリンピックでは、200mで惜しくも4位となり2大会連続のメダル獲得を逃す。また、4×400mリレーでも6位となり、この種目でもメダル獲得を逃した。ロバーツの最後のオリンピックとなった1972年ミュンヘンオリンピックでは、4×400mリレーに出場し8位という結果に終わった。
ロバーツは、オリンピック以外では、1962年の中米カリブ海ゲームズの200mで3位、1966年の中米カリブ海ゲームズでは、200mで優勝。100mで2位と活躍。さらに、1966年のコモンウェルスゲームズの100ヤードで3位、220ヤードで2位。1970年のコモンウェルスゲームズの200mで2位、1971年のパンアメリカンゲームズの200mで3位という結果を残している。

## 主な実績
| 年   | 大会                   | 場所                       | 種目         | 結果 | 記録     |
| ---- | ---------------------- | -------------------------- | ------------ | ---- | -------- |
| 1964 | オリンピック           | 東京(日本)                 | 200m         | 3位  | 20秒6    |
| 1964 | オリンピック           | 東京(日本)                 | 4×400mリレー | 3位  | 3分01秒7 |
| 1966 | コモンウェルスゲームズ | キングストン(ジャマイカ)   | 100y         | 3位  | 9秒52    |
| 1966 | コモンウェルスゲームズ | キングストン(ジャマイカ)   | 220y         | 2位  | 20秒93   |
| 1968 | オリンピック           | メキシコシティ(メキシコ)   | 200m         | 4位  | 20秒3    |
| 1968 | オリンピック           | メキシコシティ(メキシコ)   | 4×400mリレー | 6位  | 3分04秒5 |
| 1970 | コモンウェルスゲームズ | エジンバラ(スコットランド) | 200m         | 2位  | 20秒69   |
| 1971 | パンアメリカンゲームズ | カリ(コロンビア)           | 200m         | 3位  | 20秒39   |
| 1972 | オリンピック           | ミュンヘン(西ドイツ)       | 4×400mリレー | 8位  | 3分03秒6 |